# Familia Sacovilla-Bolsón
Los Sacovilla-Bolsón (Sackville-Bagginses en el original inglés) son una familia de hobbits, primos de Bilbo Bolsón, en las novelas El hobbit y El Señor de los Anillos, de J. R. R. Tolkien. 
El apellido proviene de la unión entre Longo Bolsón y Camelia Sacovilla, que tuvieron un único hijo: Otho, que adquirió el apellido compuesto de Sacovilla-Bolsón. Otho contrajo matrimonio con Lobelia Ciñatiesa (llamada desde entonces Lobelia Sacovilla-Bolsón) y tuvieron un hijo, Lotho Sacovilla-Bolsón. 
Los tres sentían una gran antipatía por Bilbo, y le declararon «presuntamente muerto» durante su aventura hacia Erebor, con el fin de apropiarse de Bolsón Cerrado. Justo cuando Bilbo regresa los encuentra subastando sus pertenencias y midiendo sus habitaciones para hacer la mudanza.
Naturalmente, no se alegraron de que la «presunta muerte» no fuera cierta. También detestaban a Frodo; ya que ellos habrían sido los herederos naturales de Bilbo, de no ser que nombrará a Frodo su heredero legítimo. Después de este acto, se sintieron muy ofendidos cuando, a partir de entonces, este solo les dejó unas cucharas de plata en su testamento. Ese mismo día, Frodo sorprendió a Lobelia revisando todos los espacios y rincones y dando golpecitos en el suelo. La acompañó con firmeza hacia fuera de la casa, después de quitarle varios pequeños pero bastante valiosos objetos que se le habían «caído misteriosamente» dentro del paraguas.
Sin embargo, él y su familia acudieron a la fiesta de despedida de Bilbo, y al día siguiente de la desaparición de Bilbo, se presentaron en Bolsón Cerrado exigiendo ver el testamento de Bilbo, pero estaba todo correcto (sellado y firmado por siete testigos) y nunca consiguieron su ambición de vivir en Bolsón Cerrado. 
Otho murió en el 3012 T. E., su hijo Lotho murió en 3016 T. E. y por último Lobelia murió en el 3020 T. E. Con la muerte de esta, la familia Sacovilla-Bolsón dejó de existir.
Sin embargo, cuando Lobelia murió, Frodo se enteró, sorprendido y profundamente conmovido, de que le había dejado todo su dinero para que ayudase a los hobbits a quienes las calamidades de la Comarca habían dejado sin hogar. Y así terminó aquella larga enemistad entre los Bolsón y los Sacovilla-Bolsón.